# تیسابزدد
تیسابزدد (به مجاری:  Tiszabezdéd) یک منطقهٔ مسکونی در مجارستان است که در سابولچ-ساتمار-برگ واقع شده‌است. تیسابزدد ۱۸٫۶۰ کیلومتر مربع مساحت و ۱٬۸۸۹ نفر جمعیت دارد.